# Douglas Anakin
Douglas Thomas (Doug) Anakin (Chatham-Kent, 6 november 1930 – Invermere Brits-Columbia, 25 april 2020) was een Canadees bobsleeremmer en rodelaar. Anakin nam als remmer deel aan de Olympische Winterspelen 1964 in de viermansbob en behaalde hierin de gouden medaille. Anakin nam tijdens dezelfde spelen ook deel aan het rodelen en viel hierin na twee afdalingen uit.

## Resultaten
- Olympische Winterspelen 1964 in Innsbruck uitgevallen in de mannen rodelen

- Olympische Winterspelen 1964 in Innsbruck  in de viermansbob

1924: Scherrer / Neveu / A.Schläppi / H.Schläppi ·
1928: Fiske / Tucker / Mason / Gray / Parke ·
1932: Fiske / Eagan / Gray / O'Brien ·
1936: Musy / Gartmann / Bouvier / Beerli ·
1948: Tyler / Martin / Rimkus / D'Amico ·
1952: Ostler / Kuhn / Nieberl / Kemser ·
1956: Kapus / Diener / Alt / Angst ·
1964: V.Emery / Kirby / Anakin / J.Emery ·
1968: Monti / De Paolis / Zandonella / Armano ·
1972: Wicki / Leutenegger / Camichel / Hubacher ·
1976: Nehmer / Babock / Germeshausen / Lehmann ·
1980: Nehmer / Musiol / Germeshausen / Gerhardt ·
1984: Hoppe / Wetzig / Schauerhammer / Kirchner ·
1988: Fasser / Meier / Fässler / Stocker ·
1992: Appelt / Schroll / Winkler / Haidacher ·
1994: Czudaj / Brannasch / Hampel / Szelig ·
1998: Langen / Zimmermann / Jakobs / Hampel ·
2002: Lange / Kühn / Kuske / Embach ·
2006: Lange / Hoppe / Kuske / Putze ·
2010: Holcomb / Mesler / Tomasevicz / Olsen ·
2014: Melbārdis / Dreiškens / Vilkaste / Strenga  ·
2018: Friedrich / Bauer / Grothkopp / Margis   ·
2022: Friedrich / Margis / Bauer / Schüller